# The Trinity (film 1912)
The Trinity è un cortometraggio muto del 1912 diretto da Thomas H. Ince e interpretato da King Baggot e Margarita Fischer.

## Produzione
Il film fu prodotto dall'Independent Moving Pictures Co. of America (IMP).

## Distribuzione
Il film - un cortometraggio di 210 metri - uscì nelle sale statunitensi il 4 gennaio 1912, distribuito dalla Motion Picture Distributors and Sales Company.